# Hamansoren

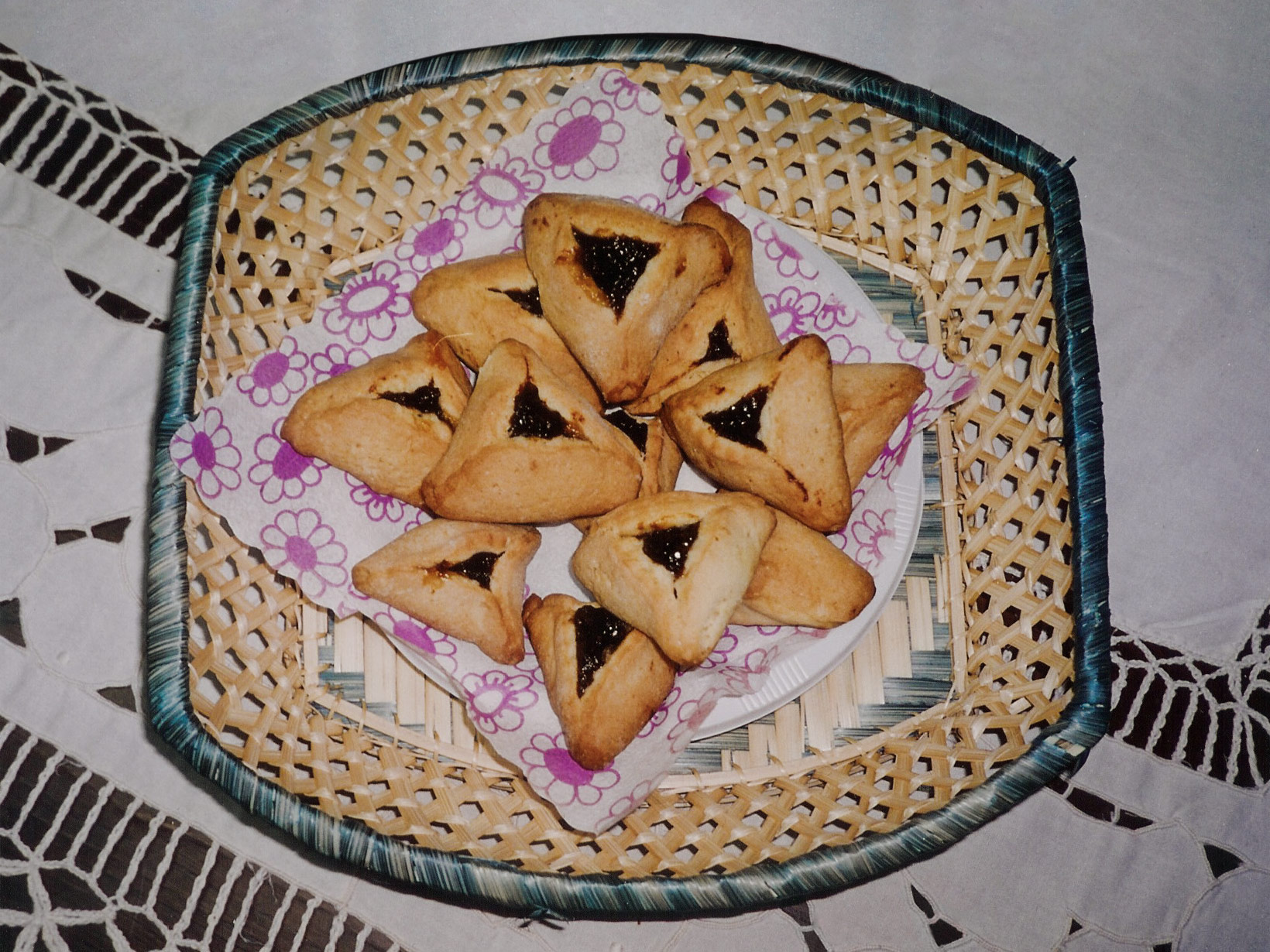
Hamansoren

Hamansoren zijn twee soorten koeken.
De bekendste staan ook wel bekend als kiesjeliesj of kiesjelies (Nederlands-Jiddisch). Dit zijn droge koekjes die tijdens het joodse feest Poerim worden gegeten. Het recept komt van de Sefardische Joden en heette daarom oorspronkelijk 'Huelos de Haman' wat 'hamanblaadjes' betekent. Doordat deze blaadjes bij het bakken omkrullen en daardoor op oren gaan lijken, heet dit recept in het Nederlands hamansoren. Een andere benaming is hamansflappen.
De naam hamansoren verwijst naar de figuur van Haman uit het boek Ester uit de Tenach. Deze Jodenhater met een hoge functie in het oude Perzische Rijk die de uitroeiing van de Joden op het oog had, werd mede door Esters toedoen ten val gebracht. In het jodendom viert men deze gelukkige wending van het lot op Poerim oftewel het Lotenfeest.
Een traditioneel gebak in Zuid-Frankrijk doet heel erg denken aan de Hamansoren die met Poeriem in Nederland worden gegeten. Het gebruikt dezelfde ingrediënten en wordt ook als dunne plakjes deeg in de olie gebakken. Het wordt in het Frans "Oreillettes du Languedoc" genoemd. Aangezien oreille het Franse woord voor oor is en het gerecht tijdens de Mardi Gras wordt gegeten, zijn deze twee gerechten waarschijnlijk verwant.
De koekjes komen ook bij andere volkeren voor, zoals olifantsoren in Iran.
De tweede variant heet ook wel Hamantaschen. Deze bestaan uit droge met pasta gevulde koekjes die tijdens het Poerim worden gegeten, waarvan foto hiernaast.